# Cascara (arbre)
Pour les articles homonymes, voir Cascara.
Rhamnus purshiana
Espèce
Classification phylogénétique
Le cascara (Rhamnus purshiana ou Frangula purshiana) est une espèce de plantes à fleurs de la famille des Rhamnacées. C'est un arbre originaire de la côte ouest de l'Amérique du Nord. Il a été implanté en Afrique de l'Est où il a trouvé des conditions de culture similaires à celles de son habitat d'origine.
L'écorce est utilisée en thérapeutique pour ses propriétés laxatives.

## Description

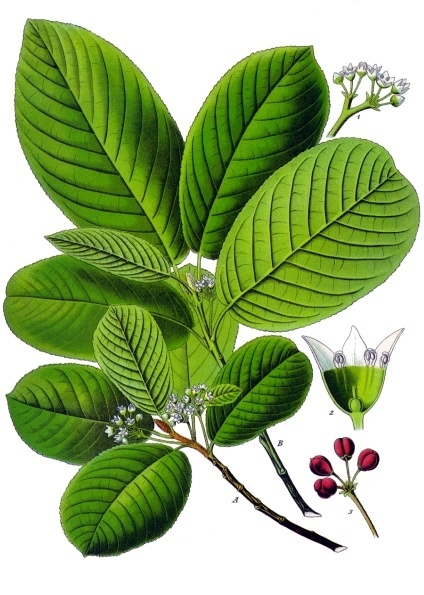
Croquis dans les Plantes médicinales de Köhler.

Les feuilles sont ovales, aiguës et possèdent de nombreuses nervures droites.
Les fruits sont de petites drupes regroupées en bouquet à l'aisselle des feuilles.
L'écorce du tronc est parsemée de lenticelles en petit nombre mais est souvent recouvertes de lichens, de mousses et d'hépatiques.

## Toxicité
L'écorce fraîche est toxique par la présence d'anthrones. Après séchage, les anthrones sont oxydées en anthraquinones.

## Emplois
Comme pour la bourdaine, la partie utilisée (drogue végétale) est l'écorce séchée. Elle relève du monopole pharmaceutique et possède une monographie à la Pharmacopée européenne.
Les écorces sont utilisées pour le traitement symptomatique de la constipation occasionnelle et font partie de la classe des laxatifs stimulants (action sur l'absorption de l'eau et des électrolytes et sur le péristaltisme intestinal) sous les codes A06AB07 et A06AB57.
L'emploi de tout laxatif comme l'écorce de cascara doit être de courte durée (8 jours maximum). Une utilisation prolongée provoque une sorte de dépendance, dite « maladie des laxatifs », entraînant des douleurs abdominales et des troubles électrolytiques sanguins se traduisant par une hypokaliémie.

## Composition chimique
C'est principalement la composition de l'écorce séchée qui a été étudiée.
Elle contient 6 à 9 % d'hétérosides (ou Glycoside) hydroxyanthracéniques, dont la majorité, les cascarosides, sont des O-hétérosides de C-hétérosides. Les autres hétérosides sont des C-hétérosides (aloïne, chrysaloïne) qui sont probablement des produits de dégradation des cascarosides. Sont également présents des O-hétérosides d'anthraquinones aloe emodin (Aloe Vera) et emodin (Rhubarbe) et de dianthrones. Par activité enzymatique dans le colon les glycosides se dégradent en Anthrones, ceux-ci étant les composés provoquant l'effet laxatif.
Pour une écorce de cascara de qualité pharmaceutique, la Pharmacopée européenne exige un minimum de 8 % d'hétérosides hydroxyanthracéniques, dont au moins 60 % de cascarosides.